# Округ Пајат (Илиноис)
Пајат (енгл. Piatt County) је округ у америчкој савезној држави Илиноис.

## Демографија
По попису из 2010. године број становника је 16.729, што је 364 (2,2%) становника више него 2000. године.
| Група             | 2000.          | 2010.          |
| Белци             | 16.090 (98,3%) | 16.276 (97,3%) |
| Афроамериканци    | 39 (0,2%)      | 58 (0,3%)      |
| Азијати           | 21 (0,1%)      | 51 (0,3%)      |
| Хиспаноамериканци | 101 (0,6%)     | 167 (1,0%)     |
| Укупно            | 16.365         | 16.729         |